# Гелл-Ман, Марри
Ма́рри (Мюрре́й) Гелл-Ма́н (Гельман, англ. Murray Gell-Mann; 15 сентября 1929, Нью-Йорк, США — 24 мая 2019, Санта-Фе, штат Нью-Мексико, США) — американский физик-теоретик, известный своими работами по теории элементарных частиц. Лауреат Нобелевской премии (1969). Доктор (1951), эмерит-профессор Калтеха, где преподавал с 1955 по 1993 год, член Национальной академии наук США (1960) и Американского философского общества (1993), иностранный член Лондонского королевского общества (1978) и РАН (1994).

## Биография
Родился в семье евреев-иммигрантов из Восточной Европы — директора курсов английского языка для иммигрантов Артура Исидора Гелл-Мана (1886—1969) и Паулины Райхштейн (1895—1962). Отец (до эмиграции — Исидор Гельман) был уроженцем Хоросткова в Галиции, но ещё подростком переехал с родителями в Черновицы (тогда провинция Буковина в Австро-Венгерской империи) и эмигрировал в США в 1911 году, поселившись на Нижнем Истсайде Нью-Йорка и устроившись учителем в еврейский детский приют. В 1919 году он женился на Паулине Райхштейн, эмигрировавшей с родителями из Янова несколькими годами ранее. Брат — Бен (Бенедикт) Гельман (англ. Ben Gelman, 1921—2007), журналист и фотограф, многолетний колумнист газеты «The Southern Illinoisan».
В детстве считался вундеркиндом, отличался большой любознательностью и любовью к природе. После окончания Колумбийской подготовительной и грамматической школы (Нью-Йорк), Гелл-Ман поступил в возрасте 15 лет в Йельский университет. Окончил его с дипломом бакалавра наук в 1948 году, поступил в аспирантуру Массачусетского технологического института (МТИ) и получил докторскую степень по физике в 1951 году. Его научным руководителем в МТИ был Виктор Вайскопф.
С 1952 года работал в Чикагском университете с Энрико Ферми, сначала преподавателем (1952—1953), затем ассистент-профессором (1953—1954), адъюнкт-профессором (1954—1955). В 1955 году становится адъюнкт-профессором, с 1956 года — профессор, с 1967 года — почётный профессор Калифорнийского технологического института, с 1993 года — в отставке. В 1974—1988 годах регент Смитсоновского института. В 1979—2002 годах — директор фонда Макартуров. В 1984 году участвовал в основании Института Санта-Фе — некоммерческой организации в городе Санта-Фе, призванной содействовать изучению сложных систем и утверждению теории сложности в качестве отдельной междисциплинарной науки. В 1994—2001 годах служил в United States President's Council of Advisors on Science and Technology.
Являлся почётным профессором теоретической физики (в отставке) в Калтехе и одновременно профессором на факультете теоретической физики и астрономии в университете Нью-Мексико в Альбукерке. Состоял членом совета директоров энциклопедии Британника.
Член совета Wildlife Conservation Society.
Член Американской академии искусств и наук (1964), иностранный член Лондонского королевского общества (1978), Индийской национальной академии наук (1984), Российской академии наук (1994, по Отделению ядерной физики (физика элементарных частиц)). Член Американского физического общества и Американской ассоциации содействия развитию науки. Почётный член МОИП (2014).
Подписал «Предупреждение учёных человечеству» (1992).
Джордж Джонсон написал биографию Гелл-Мана, которую озаглавил «Странная красота: Марри Гелл-Ман и революция в физике XX века».
Марри Гелл-Ман был коллекционером антиквариата из Восточной Азии. Ещё он увлекался лингвистикой и не только.

## Научная деятельность
В возрасте 23 лет положил начало революции в области физики элементарных частиц, опубликовав свою основополагающую работу по странности и очарованию элементарных частиц.
Работа Гелл-Мана, появившаяся в 1950-х годах, дала объяснение природе обнаруженных к тому времени элементарных частиц, таких как каоны и гипероны. Классификация этих частиц привела к появлению нового квантового числа под названием странность. Одним из успехов Гелл-Мана считается формула Гелл-Мана — Нисидзимы, которая первоначально появилась из эмпирических наблюдений, но затем была объяснена кварковой моделью. Гелл-Ман и Абрахам Пайс объяснили многие трудные аспекты физики этих частиц.
На основе своих работ Гелл-Ман и Нисидзима предложили в 1961 году классификацию элементарных частиц-адронов (независимо от них такую же классификацию предложил примерно в то же время Ювал Нееман). Подобная классификация объясняется в настоящее время при помощи кварковой модели. Гелл-Ман называл свою модель восьмеричным путём, так как в модели присутствовали октеты частиц, и кроме того, он использовал аналогию с восьмеричным путём в буддизме, что отражало его интересы в тот момент.
Развивая модель, Гелл-Ман и независимо от него Джордж Цвейг постулировали в 1964 году кварковую модель элементарных частиц. В этой модели вводились кварки — частицы, из которых состоят адроны. Имя кваркам Гелл-Ман нашёл в книге Джеймса Джойса «Поминки по Финнегану», где в одном из эпизодов звучит фраза «Три кварка для мастера Марка!». Цвейг же называл их тузами, но данное название не прижилось и забылось.
Вскоре кварки были признаны основополагающими элементарными объектами, из которых состоят адроны. Современная теория взаимодействия кварков называется квантовой хромодинамикой (КХД) и основывается на работах Гелл-Мана. Кварковая модель является частью КХД и оказалась достаточно прочной, чтобы пережить открытие кварковых ароматов.
Кроме того, Гелл-Ману в совместной работе с Ричардом Фейнманом, также как и их соперникам Джорджу Сударшану и Роберту Маршаку, удалось впервые прояснить природу слабого взаимодействия. Эта работа последовала за открытием нарушения чётности Ву Цзяньсюн, после предсказания этого явления Ян Чжэньнином и Ли Чжэндао.
На этом Гелл-Ман не остановился. В 1990-х годах он занялся новой проблемой сложных систем, активно сотрудничая с институтом Санта-Фе. По результатам своих исследований он написал популярную книгу «Кварк и ягуар: приключения в простом и сложном». Название книги взято из строки стиха Артура Шже: «Мир кварка непосредственно связан с ягуаром, мечущимся в ночи».

## Награды и отличия
- Премия Дэнни Хайнемана в области математической физики, Американское физическое общество (1959)
- Golden Plate Award[англ.], Academy of Achievement[англ.] (1962)
- Премия Эрнеста Лоуренса (1966)
- Премия памяти Рихтмайера (1966)
- Медаль Франклина, Институт Франклина (1967)
- Премия Джона Карти, Национальная академия наук США (1968)
- Research Corporation Award (1969)
- Нобелевская премия по физике (1969)
- Стипендия Гуггенхайма (1971)[27]
- Почётный свиток за экологические достижения (Global 500 Roll of Honour[англ.]), Экологическая программа ООН (1988)
- Премия Эриче, Всемирная федерация учёных (World Federation of Scientists[англ.]) (1990)
- Премия Уильяма Проктера за научные достижения (2004)
- Гуманист года, Американская гуманистическая ассоциация (2005)
- Медаль Альберта Эйнштейна (2005)
- Юбилейная медаль «20 лет независимости Республики Казахстан» (2012)[28]
- Медаль Гельмгольца (2014)

Почётный доктор: Йельский университет (1959), Чикагский университет (1967), Университет Иллинойса (1968), Уэслианский университет (1968), итальянский Университет Турина (1969), Университет Юты (1970), Колумбийский университет (1977), Кембриджский университет (1980), Оксфордский университет (1992), Университет южного Иллинойса (1993), Университет Флориды (1994), Южный методистский университет (1999).

## Избранные публикации
Книги
- Gell-Mann M. The Quark and the Jaguar: Adventures in the Simple and the Complex. — Freeman & Co., 1994.
- Gell-Mann M. Selected Papers. — World Scientific, 2010.

Основные научные статьи
- Gell-Mann M., Low F. Bound States in Quantum Field Theory // Physical Review. — 1951. — Vol. 84. — P. 350—354. — doi:10.1103/PhysRev.84.350.
- Gell-Mann M., Low F. E. Quantum Electrodynamics at Small Distances // Physical Review. — 1954. — Vol. 95. — P. 1300—1312. — doi:10.1103/PhysRev.95.1300.
- Gell-Mann M., Pais A. Behavior of Neutral Particles under Charge Conjugation // Physical Review. — 1955. — Vol. 97. — P. 1387—1389. — doi:10.1103/PhysRev.97.1387.
- Gell-Mann M., Brueckner K. A. Correlation Energy of an Electron Gas at High Density // Physical Review. — 1957. — Vol. 106. — P. 364—368. — doi:10.1103/PhysRev.106.364.
- Feynman R. P., Gell-Mann M. Theory of the Fermi Interaction // Physical Review. — 1958. — Vol. 109. — P. 193—198. — doi:10.1103/PhysRev.109.193.
- Gell-Mann M., Lévy M. The axial vector current in beta decay // Il Nuovo Cimento. — 1960. — Vol. 16. — P. 705—726. — doi:10.1007/BF02859738.
- Gell-Mann M. The Eightfold Way: A theory of strong interaction symmetry // California  Institute of Technology  Synchrotron Laboratory Report. — 1961. — Vol. CTSL-20.
- Gell-Mann M. Symmetries of Baryons and Mesons // Physical Review. — 1962. — Vol. 125. — P. 1067—1084. — doi:10.1103/PhysRev.125.1067.
- Gell-Mann M. A schematic model of baryons and mesons // Physics Letters. — 1964. — Vol. 8. — P. 214—215. — doi:10.1016/S0031-9163(64)92001-3.
- Gell-Mann M., Oakes R. J., Renner B. Behavior of Current Divergences under {\displaystyle SU_{3}\times SU_{3}} // Physical Review. — 1968. — Vol. 175. — P. 2195—2199. — doi:10.1103/PhysRev.175.2195.
- Fritzsch H., Gell-Mann M., Leutwyler H. Advantages of the color octet gluon picture // Physics Letters B. — 1973. — Vol. 47. — P. 365—368. — doi:10.1016/0370-2693(73)90625-4.
- Gell-Mann M., Hartle J. B. Classical equations for quantum systems // Physical Review D. — 1993. — Vol. 47. — P. 3345—3382. — doi:10.1103/PhysRevD.47.3345.